# Бельвю (Мічиган)
Бельвю (англ. Bellevue) — селище (англ. village) в США, в окрузі Ітон штату Мічиган. Населення — 1308 осіб (2020).

## Географія
Бельвю розташований за координатами 42°26′39″ пн. ш. 85°1′7″ зх. д. / 42.44417° пн. ш. 85.01861° зх. д. (42.444303, -85.018710).  За даними Бюро перепису населення США в 2010 році селище мало площу 2,83 км², з яких 2,63 км² — суходіл та 0,20 км² — водойми.

## Демографія
Згідно з переписом 2010 року, у селищі мешкали 1282 особи в 516 домогосподарствах у складі 345 родин. Густота населення становила 453 особи/км².  Було 575 помешкань (203/км²).
Расовий склад населення:
| - 96,2 % — білих - 0,6 % — чорних або афроамериканців - 0,2 % — корінних американців - 0,2 % — азіатів |

До двох чи більше рас належало 2,2 %. Частка іспаномовних становила 1,7 % від усіх жителів.
За віковим діапазоном населення розподілялося таким чином: 26,1 % — особи молодші 18 років, 60,0 % — особи у віці 18—64 років, 13,9 % — особи у віці 65 років та старші. Медіана віку мешканця становила 35,4 року. На 100 осіб жіночої статі у селищі припадало 85,8 чоловіків;  на 100 жінок у віці від 18 років та старших — 83,9 чоловіків також старших 18 років.
Середній дохід на одне домашнє господарство  становив 48 695 доларів США (медіана — 43 750), а середній дохід на одну сім'ю — 56 183 долари (медіана — 50 625). Медіана доходів становила 41 838 доларів для чоловіків та 26 875 доларів для жінок. За межею бідності перебувало 10,9 % осіб, у тому числі 20,7 % дітей у віці до 18 років та 6,8 % осіб у віці 65 років та старших.
Цивільне працевлаштоване населення становило 593 особи. Основні галузі зайнятості: освіта, охорона здоров'я та соціальна допомога — 21,9 %, виробництво — 20,1 %, роздрібна торгівля — 17,2 %.